# 71-й истребительный авиационный корпус
71-й истреби́тельный авиацио́нный Никопольский орденов Суворова и Кутузова ко́рпус (71-й иак) — соединение Военно-Воздушных сил (ВВС) Вооружённых Сил СССР.

## Наименования корпуса
- 3-й истребительный авиационный корпус;
- 3-й истребительный авиационный Никопольский корпус;
- 3-й истребительный авиационный Никопольский ордена Суворова корпус;
- 3-й истребительный авиационный Никопольский орденов Суворова и Кутузова корпус;
- 71-й истребительный авиационный Никопольский орденов Суворова и Кутузова корпус;
- Войсковая часть полевая почта 15552;
- Войсковая часть полевая почта 79552 (с сентября 1955).

## Создание корпуса
71-й истребительный авиационный Никопольский орденов Суворова и Кутузова корпус переформирован 20 февраля 1949 года из 3-го истребительного авиационного Никопольского орденов Суворова и Кутузова корпуса в связи с массовым переименованием частей и соединений в ВС СССР в соответствии с Директивой ГШ от 10 января 1949 года.

## Расформирование корпуса
В связи с проводимыми реформами в стране и сокращением Вооружённых сил в октябре-ноябре 1990 года 71-й истребительный авиационный Никопольский орденов Суворова и Кутузова корпус был расформирован, его соединения и части переданы в непосредственное подчинение штабу 16-й воздушной армии.

## Командир корпуса
- генерал-майор авиации Туренко Евгений Георгиевич[2], период нахождения в должности с октября 1947 года по январь 1949 года;
- генерал-майор авиации Кутахов Павел Степанович, период нахождения в должности с декабря 1953 по декабрь 1955 года;
- генерал-майор авиации Горбатюк Евгений Михайлович, период нахождения в должности с декабря 1955 по ноябрь 1956 года;
- генерал-майор авиации Бабков Василий Петрович, период нахождения в должности с 1956 по 1960 годы;
- генерал-майор авиации Скоморохов Николай Михайлович, период нахождения в должности с 1960 по 1962 годы;
- генерал-майор авиации Ежков Владимир Иванович, период нахождения в должности с 1968 по 1971 годы;
- генерал-майор авиации Стёпкин Фёдор Тимофеевич[3], период нахождения в должности с октября 1973 года по август 1975 года;
- генерал-майор авиации Гуща Геннадий Александрович, период нахождения в должности до 10.1977 г.
- генерал-лейтенант авиации Горяинов Алексей Семёнович, период нахождения в должности с октября 1977 года по август 1982 года,
- генерал-майор авиации Корнуков Анатолий Михайлович, период нахождения в должности с 1982 по 1987 годы.
- генерал-майор авиации Панкратов Георгий Александрович, период нахождения в должности с 1986 по 1988 годы.
- генерал-майор авиации Тендитников Дмитрий Константинович, период нахождения в должности с 1988 по 1989 годы.
- генерал-майор авиации Басов Анатолий Иванович, период нахождения в должности 1989 по 1990 годы.

## В составе объединений
| Объединение                                                          | Период                  |
| -------------------------------------------------------------------- | ----------------------- |
| 16-я воздушная армия Группы Советских Оккупационных Войск в Германии | 10.06.1945 — 20.02.1949 |
| 24-я воздушная армия Группа советских оккупационных войск в Германии | 20.02.1949 — 04.04.1969 |
| 16-я воздушная армия Группа советских оккупационных войск в Германии | 04.04.1969 — 01.05.1980 |
| ВВС Группы советских войск в Германии                                | 01.05.1980 — 30.05.1988 |

## Боевой состав корпуса
до 20 февраля 1949 года:
- 265-я истребительная авиационная дивизия
- 278-я истребительная авиационная дивизия
- 286-я истребительная авиационная дивизия

после 20 февраля 1949 года:
- 145-я истребительная авиационная дивизия (переименована 286-я истребительная авиационная дивизия)
- 175-я истребительная авиационная дивизия (переименована 265-я истребительная авиационная дивизия)
- 263-я истребительная авиационная дивизия (переименована 278-я истребительная авиационная дивизия)

В октябре 1951 года 175-я истребительная авиационная дивизия убыла в состав 26-й воздушной армии в Лиду, на её замену прибыла 125-я истребительная авиационная дивизия из 13-го истребительного авиационного корпуса ПВО Северо-Западного округа ПВО (Вильнюс, Литовская ССР).
В октябре 1952 года 145-я истребительная авиационная дивизия заменена на 123-ю истребительную авиационную дивизию.
Боевой состав корпуса на конец 1952 года:
- 123-я истребительная авиационная дивизия (Рехлин, Германия);
- 125-я истребительная авиационная дивизия (Финов, Германия);
- 263-я истребительная авиационная дивизия (Дамгартен, Германия).

В октябре 1953 года  263-я истребительная авиационная дивизия заменена на 16-ю гвардейскую истребительную авиационную дивизию, прибывшую из состава 22-й воздушной армии Северного военного округа. 263-я истребительная авиационная дивизия убыла в состав 30-й воздушной армии Прибалтийского военного округа в город Тукумс (Латвийская ССР).
В октябре 1956 года 123-я истребительная авиационная дивизия убыла из состава корпуса в состав 30-й воздушной армии Прибалтийского военного округа в город Валга (Эстонская ССР), а 125-я истребительная авиационная дивизия в июле 1960 года была переименована в 125-ю авиационную дивизию истребителей-бомбардировщиков.
Боевой состав корпуса на конец 1960 года:
- 16-я гвардейская истребительная авиационная дивизия (Дамгартен, Германия);
- 125-я авиационная дивизия истребителей-бомбардировщиков (Рехлин, Германия).

В состав корпуса вошли соединения расформированного 61-го гвардейского истребительного авиационного корпуса, и боевой состав корпуса на май 1980 года включал:
- 6-я гвардейская истребительная авиационная дивизия (Мерзебург, Германия);
- 16-я гвардейская истребительная авиационная дивизия (Дамгартен, Германия);
- 105-я авиационная дивизия истребителей-бомбардировщиков (Гроссенхайн, Германия);
- 125-я авиационная дивизия истребителей-бомбардировщиков (Рехлин, Германия);
- 126-я истребительная авиационная дивизия (Цербст, Германия, вошла в состав корпуса в мае 1980 года)[4].

## Базирование
| Период               | Аэродром | Местонахождение                 |
| -------------------- | -------- | ------------------------------- |
| 20.02.1949 — 05.1988 | Виттшток | TSRМестонахождение на карте ГДР |